# Marmosa macrotarsus
Marmosa macrotarsus — південноамериканський вид опосумів родини Didelphidae. Він був відомий лише з двох ділянок гірських лісів на східних схилах Анд у Перу, на висотах від 300 до 2700 м. Типова місцевість у долині Оккобамба лежить у південній частині, в регіоні Куско, а в північній частині — поблизу Мойобамби в регіоні Сан-Мартін. Дослідження 2014 року виявило цей вид у Болівії та Бразилії. Північна частина Перу постраждала від руйнування середовища існування, але південна частина не зазнала серйозної деградації. Назва Marmosa macrotarsus може бути зайнятою, і назва може повернутися до Marmosa quichua.